# It's a Beautiful Day (album)
Albums de It's a Beautiful Day
Marrying Maiden
(1970)
It's a Beautiful Day est le premier album du groupe de rock psychédélique américain It's a Beautiful Day, sorti en 1969.

## Titres

### Face A
1. White Bird (David LaFlamme, Linda LaFlamme) – 6:06
2. Hot Summer Day (David LaFlamme, Linda LaFlamme) – 5:46
3. Wasted Union Blues (David LaFlamme) – 4:00
4. Girl With No Eyes (David LaFlamme, Linda LaFlamme) – 3:49

### Face B
1. Bombay Calling (David LaFlamme, Vince Wallace) – 4:25
2. Bulgaria (David LaFlamme) – 6:10
3. Time Is (David LaFlamme) – 9:42

## Musiciens
- David LaFlamme : violon, flûte, chant
- Linda LaFlamme : piano, orgue, clavecin
- Hal Wagenet : guitares
- Mitchell Holman : basse, harmonica, voix
- Val Fuentes : batterie, voix
- Pattie Santos : percussions, voix
- avec Bruce Steinberg : harmonica sur Hot Summer Day